# The Remix Collection (альбом Наташи Атлас)
The Remix Collection — ремиксовый альбом, состоящий из ремиксов песен, собранных с прошлых альбомов Наташи Атлас, вышедший в 2000 году.

## Список композиций
1. «Mon Amie La Rose» (French remix) — 3:28[A]
2. «Duden» featuring Ashiqali Kham and Nawazish Khan (Talvin Singh remix) — 6:10
3. «Yalla Chant» (Youth remix) — 6:19
4. «Yalla Chant» (Banco de Gaia remix) — 5:22
5. «Amulet» (16B remix) — 8:24
6. «Yalla Chant» (Transglobal Underground remix) — 6:05
7. «Amulet» (TJ Rehmi remix) — 5:26
8. «One Brief Moment» (Klute remix) — 6:04
9. «Bastet» (Bullitnuts remix) — 7:07
10. «Duden» featuring Ashiqali Kham and Nawazish Khan (Spooky remix) — 6:59

Notes
- A ^ только на французской версии альбома.